# Zlatá liga 2007
Zlatá liga 2007 – 10. edice cyklu lehkoatletických mítinku Zlatá liga se uskutečnila od 15. června do 16. září roku 2007. Pro atlety a atletky kteří zvítězili ve všech šesti závodech byla vypsána prémie 1 milionu dolarů (prémie se rozdělí). Dokázali to dva atleti: Sanya Richardsová-Rossová a Jelena Isinbajevová. 

## Mítink
| Datum        | Závod                | Stadion                 | Město  |
| ------------ | -------------------- | ----------------------- | ------ |
| 15. červen   | Bislett Games        | Bislett Stadion         | Oslo   |
| 6. červenec  | Meeting de Paris     | Stade de France         | Paříž  |
| 13. červenec | Golden Gala          | Stadio Olimpico         | Řím    |
| 7. září      | Weltklasse Zürich    | Letzigrund              | Curych |
| 14. září     | Memoriál Van Dammeho | Stadion krále Baudouina | Brusel |
| 16. září     | ISTAF                | Olympiastadion Berlín   | Berlín |

## Vítězové

### Muži
| Disciplína         | Oslo                  | Paříž            | Řím                 | Curych              | Brusel                   | Berlín                   |
| ------------------ | --------------------- | ---------------- | ------------------- | ------------------- | ------------------------ | ------------------------ |
| Běh na 100 m       | Asafa Powell          | Derrick Atkins   | Asafa Powell        | Francis Obikwelu    | Asafa Powell             | Jaysuma Saidy Ndure      |
| Běh na 1500 m      | Brimin Kiprop Kipruto | Alan Webb        | Adil Kaouch         | Mehdi Baala         | Daniel Kipchirchir Komen | Daniel Kipchirchir Komen |
| 110 metrů překážek | Anwar Moore           | Dayron Robles    | Anwar Moore         | Dayron Robles       | Dayron Robles            | Allen Johnson            |
| Trojskok           | Phillips Idowu        | Christian Olsson | Christian Olsson    | Walter Davis        | Walter Davis             | Aarik Wilson             |
| Hod oštěpem        | Tero Pitkämäki        | Tero Pitkämäki   | Andreas Thorkildsen | Andreas Thorkildsen | Tero Pitkämäki           | Tero Pitkämäki           |

### Ženy
| Disciplína         | Oslo                | Paříž               | Řím                 | Curych              | Brusel               | Berlín              |
| ------------------ | ------------------- | ------------------- | ------------------- | ------------------- | -------------------- | ------------------- |
| Běh na 100 m       | Stephanie Durst     | Torri Edwardsová    | Torri Edwardsová    | Christine Arronová  | Veronica Campbellová | Carmelita Jeterová  |
| Běh na 400 m       | Sanya Richardsová   | Sanya Richardsová   | Sanya Richardsová   | Sanya Richardsová   | Sanya Richardsová    | Sanya Richardsová   |
| 100 metrů překážek | Michelle Perryová   | Michelle Perryová   | Michelle Perryová   | Susanna Kallurová   | Susanna Kallurová    | Susanna Kallurová   |
| Skok do výšky      | Jelena Slesarenková | Blanka Vlašičová    | Blanka Vlašičová    | Blanka Vlašičová    | Blanka Vlašičová     | Blanka Vlašičová    |
| Skok o tyči        | Jelena Isinbajevová | Jelena Isinbajevová | Jelena Isinbajevová | Jelena Isinbajevová | Jelena Isinbajevová  | Jelena Isinbajevová |